# Foho Rai Boot
Foho Rai Boot ist eine Aldeia in der osttimoresischen Landeshauptstadt Dili. Die Aldeia liegt im Südosten des Sucos Caicoli (Verwaltungsamt Vera Cruz). In der Aldeia leben 1438 Menschen (2015).

## Lage

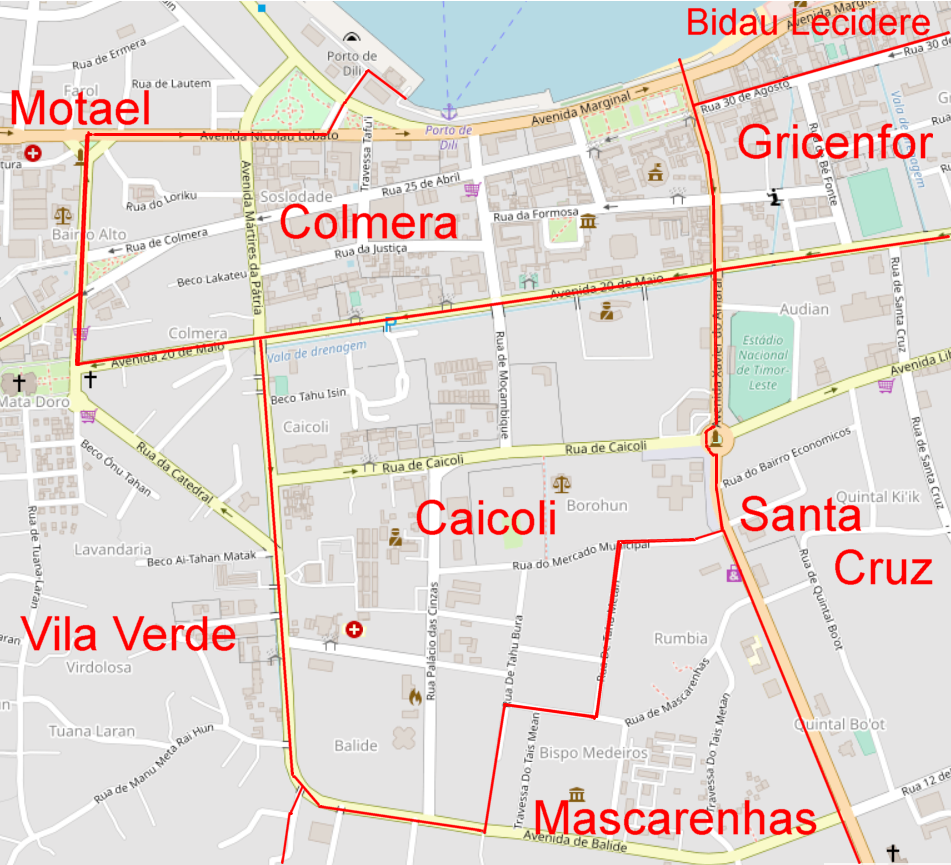
Straßenkarte der Sucos Caicoli und Colmera

Die Nordgrenze zur Aldeia Sacoco bilden die Straßen Travessa de Tahu Mean, Rua de Tahu Bura und Travessa de Tahu Mutin und westlich der Rua Palácio das Cinzas liegt die Aldeia Tahu Laran, die sich auch südlich der Aldeia Foho Rai Boot anschließt. Südlich der Rua de Tais Feto und östlich der Rua de Tahu Metan befindet sich der Suco Santa Cruz.

## Einrichtungen
Im Nordwesten der Aldeia befindet sich die Satellitenstation der Timor Telecom.